# دامری، مارن
دامری (به فرانسوی: Damery) یک کمون در فرانسه است که در شهر مارن واقع شده‌است.
دامری ۱۵٫۴۴ کیلومتر مربع مساحت دارد و ۸۰ متر بالاتر از سطح دریا واقع شده‌است.